# Orchymontia spinipennis
Orchymontia spinipennis är en skalbaggsart som beskrevs av Thomas Broun 1919. Orchymontia spinipennis ingår i släktet Orchymontia och familjen vattenbrynsbaggar. Inga underarter finns listade i Catalogue of Life.